# Michael Zimmermann (Fußballspieler)
Michael „Zimbo“ Zimmermann (* 23. Januar 1972 in Aachen) ist ein ehemaliger deutscher Fußballspieler.

## Sportlicher Werdegang
Zimmermann begann mit dem Fußballspielen beim JSC Blau-Weiss Aachen, ehe er in den Nachwuchsbereich von Alemannia Aachen wechselte. Dort konnte er sich jedoch nicht durchsetzen und zog zu Borussia Brand weiter, wo er zu Beginn der 1990er Jahre in der seinerzeit viertklassigen Verbandsliga Mittelrhein im Erwachsenenbereich debütierte. 1993 wechselte er zum in die drittklassige Oberliga Nordrhein aufgestiegenen Germania Teveren, kehrte aber nach einer Spielzeit zu seinem nach der Einführung der Regionalliga 1994 nun fünftklassig spielenden Ex-Klub Borussia Brand zurück. In der Spielzeit 1994/95 verpasste er mit dem Klub als Tabellendritter mit einem Punkt Rückstand auf die punktgleichen VfL Rheinbach und SV Baesweiler 09 den Aufstieg in die vierte Liga, schloss sich aber anschließend dem SV Baesweiler 09 an.
1997 kehrte Zimmermann zu seinem in der drittklassigen Regionalliga spielenden Ex-Jugendklub Alemannia Aachen zurück. Unter Trainer Werner Fuchs kam er anfangs unregelmäßig als Ergänzungsspieler zum Zug, ehe er sich im Lauf der Spielzeit 1997/98 im Mittelfeld etablierte und mit dem Klub den siebten Tabellenplatz erreichte. In der folgenden Saison rückte er wiederum ins zweite Glied und kam erst in den letzten Saisonspielen regelmäßig zum Einsatz, als er beim 2:0-Auswärtserfolg bei Eintracht Trier Anfang April 1999 den verletzt ausscheidenden André Winkhold ab Mitte der ersten Halbzeit ersetzte. Im anschließenden Saisonendspurt rückte die Alemannia auf den ersten Tabellenplatz auf und unter Winkhold, der nach dem überraschenden Tod von Werner Fuchs für die letzten drei Spieltag des Traineramt übernommen hatte, blieb Zimmermann bis zum mit dem Wiederaufstieg der Alemannia in die 2. Bundesliga gekrönten letzten Spieltag in der Startformation. Unter Neu-Trainer Eugen Hach kam er am vierten Spieltag der Zweitligasaison 1999/2000 zu seinem Profidebüt, beim 2:1-Auswärtserfolg bei Borussia Mönchengladbach durch Treffer von Frank Schmidt per Strafstoß und Taifour Diane stand er an der Seite von Bart Meulenberg, Dietmar Berchtold und Markus von Ahlen in der Mittelfeld-Startformation. Anschließend konnte er sich jedoch nicht dauerhaft in der Startelf behaupten und war zeitweise nicht einmal im Spieltagskader vertreten, im Saisonverlauf konnte er acht Meisterschaftseinsätze verbuchen.
Im Sommer 2000 schloss sich Zimmermann dem Oberligisten Borussia Freialdenhoven an. Am Ende der Spielzeit 2004/05 zog der Klub seine Viertligamannschaft aus finanziellen und administrativen Gründen zurück, mit der er noch zwei Jahre in der Verbandsliga Mittelrhein antrat. 2007 kehrte er zu Borussia Brand zurück, anschließend ließ er bei Rhenania Richterich seine Karriere ausklingen.
2010 übernahm Zimmermann den Trainerposten bei Borussia Brand. Ab 2012 war er beim DJK FV Haaren tätig.